# Mya (program)
Mya – oprogramowanie, które miało być dostępne w formie usługi, rozwijane przez firmę Motorola. Była zaawansowanym asystentem osobistym zaprojektowanym do wykonywania funkcji związanych z codziennym życiem, takich jak czytanie i odpowiadanie na e-maile, dostępnych dla użytkowników przez 24 godziny na dobę.
Asystent miał być zintegrowany z usługą internetową o nazwie MyOSfera, platformą subskrypcyjną, której usługi mogłyby zostać rozszerzone na inne sieci komórkowe. Dla Myi stworzono cyfrową postać kobiecą w ramach strategii marketingowej, której wizerunek spotkał się z krytyką dotyczącą seksualizowanego wyglądu.

## Proponowane funkcje i rozwój
Projekt Myosfera, inicjatywa Motoroli rozpoczęta w 1998 roku, został zaprojektowany jako platforma usługowa wykorzystująca technologię rozpoznawania mowy do ułatwienia zarządzania komunikacją bezprzewodową i przewodową przez użytkowników. Usługa miała umożliwić obsługę różnorodnych zadań komunikacyjnych za pomocą prostych poleceń głosowych. Na rynku istniały już podobne projekty rozwijane przez inne firmy. Alan Reiter z Wireless Internet and Mobile Computing podkreślił, że chociaż Motorola mogła wydawać się nieco opóźniona, jej zaangażowanie mogło przyczynić się do dalszego uznania zalet technologii głosowych, mimo wyzwań związanych z konkurencyjnością tego segmentu rynku.
Projekt Mya, mający na celu stworzenie interfejsu użytkownika w formie ludzkiej postaci, zaplanowano jako usługę dostępną za pośrednictwem bezpłatnego numeru telefonu i osobistego kodu PIN. Usługa miała być kompatybilna z różnymi typami telefonów, zarówno stacjonarnymi, jak i mobilnymi, zapewniając użytkownikom dostęp przez całą dobę. Mya miała oferować funkcje takie jak odpowiadanie na pytania dotyczące cen akcji, najnowszych wiadomości, wydarzeń sportowych, prognozy pogody, warunków ruchu drogowego, rezerwacji lotów oraz informacji o adresach i terminach. Ponadto, asystent miał umożliwiać inicjowanie połączeń do kontaktów zapisanych w książce adresowej użytkownika telefonu komórkowego.
Motorola planowała, że Mya zostanie uruchomiona jako płatna usługa do grudnia 2000 roku. Firma planowała również współpracę z Nuance Communications w celu internacjonalizacji Myi. BellSouth został ogłoszony jako pierwszy operator, który zdecydował się na zakup usługi.

## Postać
Motorola zleciła agencji reklamowej McCann Erickson oraz firmie Digital Domain stworzenie postaci Myi. Pierwotny wygląd Myi, inspirowany klasycznymi wizerunkami pin-up girls, został zmieniony na prośbę Motoroli, aby postać była bardziej cyfrowa. Ostateczna wersja Myi miała krótkie, blond włosy i była wizualnie inspirowana modelką Michelle Holgate.
Digital Domain zdecydowało się na rotoskopię zamiast przechwytywania ruchu, aby zachować wyrazistość ruchów postaci. Postać Myi została zaprezentowana w materiałach promocyjnych, a jej głos, przetworzony cyfrowo, nagrała aktorka Gabrielle Carteris.

## Debiut i występy
Mya zadebiutowała 26 marca 2000 roku podczas 72. ceremonii rozdania Oscarów, w reklamie ukazującej ją w wieczorowej sukni. Mimo dużego zainteresowania mediów po premierze, projekt Myi stopniowo zniknął z widnokręgu publicznego, a Motorola zrezygnowała ze znaków towarowych „Mya” i „Myosfera” w 2002 roku.

## Przyjęcie
Odbiór postaci Myi był zróżnicowany. Krytycy zauważali zarówno pozytywne, jak i negatywne aspekty projektu, w tym kontrowersje dotyczące seksualizowanego wizerunku postaci. Technologia stojąca za Myą była uważana za niezaskakującą, a program spotkał się z mieszanymi recenzjami w kontekście jego funkcjonalności.